# قسم شاخن الريفي (مقاطعة بيرجند)
قسم شاخن الريفي (بالفارسية: دهستان شاخن) هي منطقة ريفية تقع في إيران في قسم. يقدر عدد سكانها بـ 6,276 نسمة .